# Céaux
Céaux är en kommun i departementet Manche i regionen Normandie i norra Frankrike. Kommunen ligger i kantonen Ducey som tillhör arrondissementet Avranches. År 2022 hade Céaux 413 invånare.

## Befolkningsutveckling
Antalet invånare i kommunen Céaux
| Referens: INSEE |